# Daté Atavito Barnabé-Akayi
 (octobre 2014).
Si vous disposez d'ouvrages ou d'articles de référence ou si vous connaissez des sites web de qualité traitant du thème abordé ici, merci de compléter l'article en donnant les références utiles à sa vérifiabilité et en les liant à la section « Notes et références ».
 (octobre 2014).
Pour les articles homonymes, voir Barnabé (homonymie).
Daté Atavito Barnabé-Akayi est un enseignant et écrivain béninois, né le 24 septembre 1978, auteur de théâtre et de poésie.

## Biographie

### Enfance et formation
Il grandit à Kpalimé. Il est fils unique du côté maternel, mais demi-frère de plusieurs enfants côté paternel.
Il manifeste très tôt un goût prononcé pour la lecture, même si, en classe, il n'est guère passionné par les études. Néanmoins, grâce à son oncle maternel, à sa tante et à d’autres parents qui le prennent tour à tour sous leur tutelle, il réussit de brillantes études, puis s'inscrit à l'université d'Abomey-Calavi au département des lettres modernes. Après une brève carrière dans le journalisme où il s'occupe de la page culture de plusieurs journaux, il devient professeur de lycée et de collège,.
Il est auteur de pièces de théâtre et de poésies.

### Œuvre littéraire
C'est en 2010 qu'il se fait connaître par son recueil de deux pièces : Amour en infraction et Les confessions du Pr (Plumes Soleil, Cotonou, 2010). 

« Si la première pièce parle ouvertement d’un amour improbable entre une professeur et son élève, la seconde campe la figure d’un chef d’État africain, coupable de mauvaise gestion, surtout coupable d’humilier la Première Dame, son épouse, par ses frasques et ses infidélités récurrentes. Accablé, détesté, il apparaît comme un homme plus pitoyable qu'un dangereux individu à abattre. C’est alors que le dramaturge fait apparaître la dimension humaine du personnage d’autant qu’il se révèle à la fois pathétique et fragile, recherchant en même temps, une hypothétique rédemption, puisqu’il va se confesser à un prêtre. C’est une pièce sur le pouvoir, les ivresses qu’il provoque et les incohérences qu’il engendre. »

La même année, une autre pièce, Quand Dieu a faim (Plumes Soleil, Cotonou,2010), est publiée. Un thème controversé anime le texte : l'homosexualité. 
« Pourquoi l'orientation sexuelle de certains citoyens est l'objet de tant d'anathèmes ? Si l'homosexualité participe de la diversité des pratiques et relève d'un choix personnel, les gens doivent être tolérants, surtout lorsqu'on prétend construire une société qui se veut respectueuse des droits de l'homme. », conclut l'auteur.
En 2011, sort L’Affaire Bissi, un recueil de cinq nouvelles aux éditions Ruisseaux d'Afrique. Les pesanteurs sociales, les pratiques étranges qui empoisonnent le quotidien servent de toile de fond aux textes de cet ouvrage. Les ouvrages sont écrits de manière claire, avec une attention particulière à la profondeur et à la réflexion. L’auteur a sorti cinq ouvrages au cours des années précédentes.
Le talent de cet écrivain s'exprime le mieux en poésie. Daté Atavito Barnabé-Akayi est l’auteur d’une poésie forte, dense et construite d'un bloc, comme une parole qui jaillit d’une source intarissable, une coulée de mots inarrêtable, charriant, par vagues successives, les ressentis et les charges émotives qui grondent à l’intérieur du poète.
Il ne s’agit pas de l’autre, mais de soi-même si l’autre – qui apparaît sous les traits d’un enfant, d’une femme aimée, proche ou éloignée – est rapporté à soi dans ses différentes strates. 
Après la trilogie Noire comme la rosée, Tristesse ma maîtresse (Plumes Soleil, Cotonou, 2010) et Solitude mon S… (Plumes Soleil, Cotonou, 2012), Daté aborde un autre versant de son « moi » à travers Tes lèvres où j’ai passé la nuit. Imonlè 158. (Plumes Soleil, Cotonou, 2014). Le ton est festif et traduit l'équilibre intérieur retrouvé par le poète. Équilibre amené par la présence de l’amante, cette Eve longtemps recherchée et sublimée, et dont la proximité appelle à l’explosion des sens.
L’auteur livre une parole tonique, jouant sur un phrasé sans ponctuation. Sans le dire, il propose au lecteur d’insuffler au texte un rythme qui lui est propre, en provoquant des ruptures, en risquant des virgules, des points, bref, en entraînant le lecteur à devenir poète. Des sens inattendus se dégagent, de nouvelles idées apparaissent, permettant d’approcher l’œuvre dans ses multiples aspérités. 
Une autre poétesse, Sophie Heidi Kam, auteure burkinabé, dit : « La poésie, celle de Daté me rassure que je ne suis pas seule, et que ce que je ressens et écris en poésie n’est pas que l’épanchement d’une âme isolée en proie au délire. C’est là tout le charme, la beauté et le côté tragique de sa poésie : en poésie, il n’y a pas de place pour la tricherie, quand on permet au cœur d’ouvrir son ventre et de parler. »

## Théâtre
- Amour en infraction et Les confessions du PR, Plumes Soleil, Cotonou, 2010.
- Quand Dieu a faim..., Plumes Soleil, Cotonou, 2010.
- Les confessions du PR, suivie des pièces Amour en infraction, & Quand Dieu a faim..., Plumes Soleil, Cotonou, 2010.

## Poésie
- Noire comme la rosée, Plumes Soleil, Cotonou, 2011.
- Tristesse ma maîtresse, Plumes Soleil, Cotonou, 2011.
- Solitude mon S, Plumes Soleil, Cotonou, 2012.
- Tes lèvres où j’ai passé la nuit. Imonlè 158, Plumes Soleil, Cotonou, 2014.

## Essais
- Lire cinq poètes béninois, Plumes Soleil, Cotonou, 2011.
- Entretiens avec des écrivains béninois au programme, Plumes Soleil, Cotonou, 2014
- Anthologie (sous la coordination)
- Même l’amour saigne (Nouvelle), Plumes Soleil, Cotonou, 2012.
- Obama et nous (Mélange), Plumes Soleil, Cotonou, 2013.
- Anxiolytique (Poésie), Plumes Soleil, Cotonou, 2013.
- Manuels scolaires de français (Collectifs, sous la direction de l’Inspecteur Apollinaire Agbazahou, Plumes Soleil, Cotonou)
- Tests de Lecture, 2007.(revu et augmenté), 2012.
- Cahier de Lecture, 2009.
- Communication Écrite, 2011.
- Lecture-Écriture. Préparation au bac, 2012.
- Tests de Lecture, Clé de correction, Plumes Soleil/Laha, Cotonou, 2013.
- L’affaire Bissi (Nouvelles), Ruisseaux d'Afrique Cotonou, 2011.